# Hviezdoslavova ulica (Košice)
De Hviezdoslavova ulica is een straat in de oude binnenstad "Staré Mesto" van de Slowaakse stad Košice.

## Benaming
De "Hviezdoslavova" is genoemd naar de Slowaakse schrijver, tolk en advocaat Pavel Országh Hviezdoslav (°1849 - † 1921).

## Zijstraten - bereikbaarheid
De oriëntatie van de straat is van west naar oost. De weg begint bij de Československej armády en eindigt 510 meter verder, aan de Gorkého. 
De zijstraten zijn:
- noordelijk: Železničná[vertaling 2] en Námestie Maratónu mieru[vertaling 3],
- zuidelijk: Moyzesova, Mäsiarska en Hlavná.

De "Hviezdoslavova" is met de auto geheel toegankelijk en over vrijwel de volledige lengte rijdt een tram.

## Bezienswaardigheden
- Aan het kruispunt met de Moyzesova-straat bevindt zich het gemeentehuis van het stadsdeel Staré Mesto. Daarnaast staat het kantoor van de president der Republiek.
- De openbare bibliotheek, genoemd naar Johannes Bocatius (°1569 - † 1621) (vanaf 1603 burgemeester van Košice) bevindt zich in een monumentaal gebouw (huisnummer 5) en omvat 200.000 documenten.
- Een bijzondere bezienswaardigheid is de Grieks-katholieke houten Sint-Nicolaaskerk[vertaling 4] die oorspronkelijk in het dorpje Kožuchovce stond, op een afstand van 100 kilometer ten noorden van Košice. Dit houten gebouw werd indertijd gedemonteerd, vervoerd, en uiteindelijk in Košice weer opgericht als onderdeel der verzameling van het vlakbij gelegen Oost-Slowaaks Museum.
- Ook het "Gedenkteken van de Vredesmarathon"[vertaling 5] is het bezichtigen waard.

## Afbeeldingen

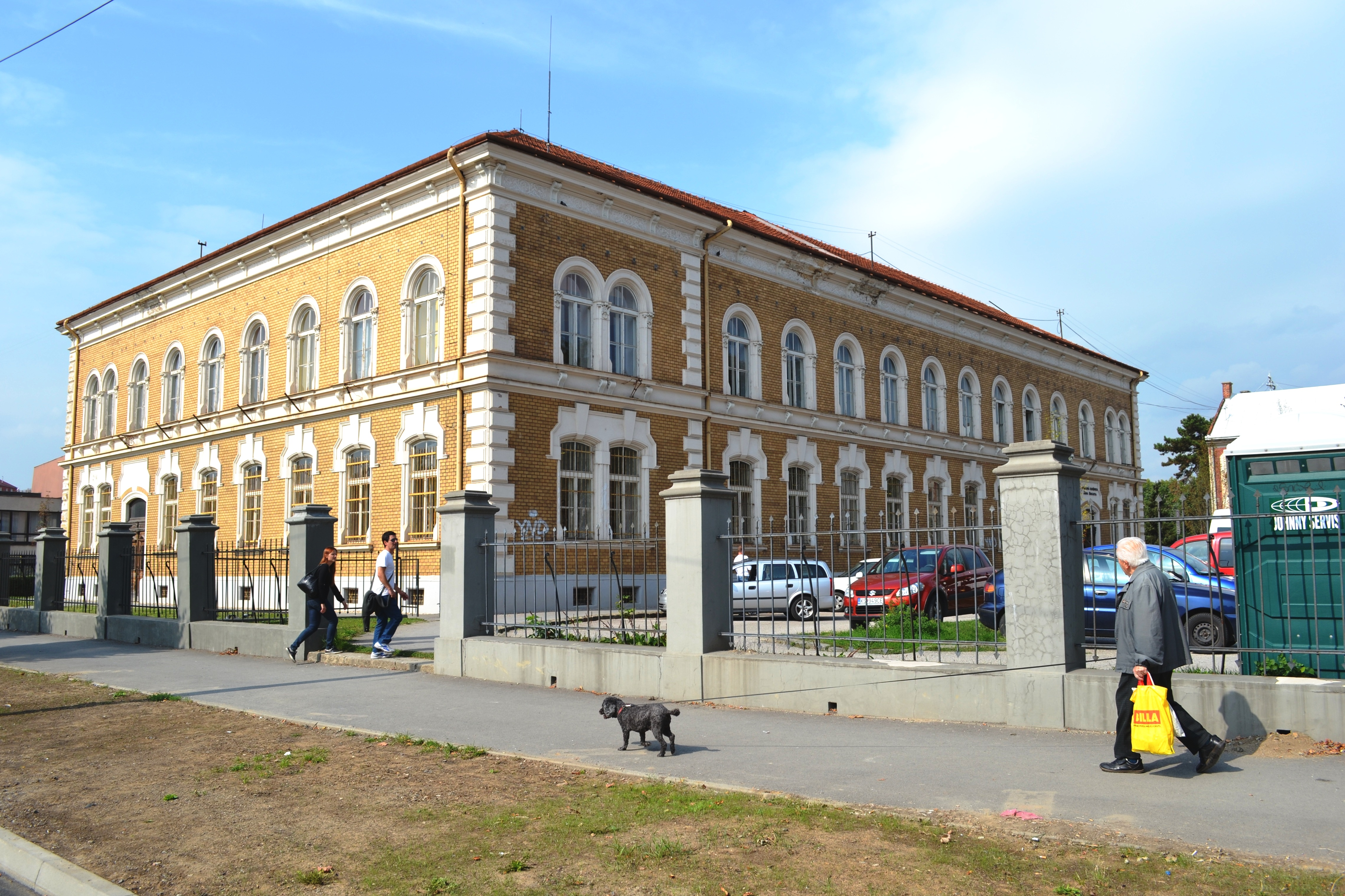
Openbare bibliotheek Ján Bocatia.
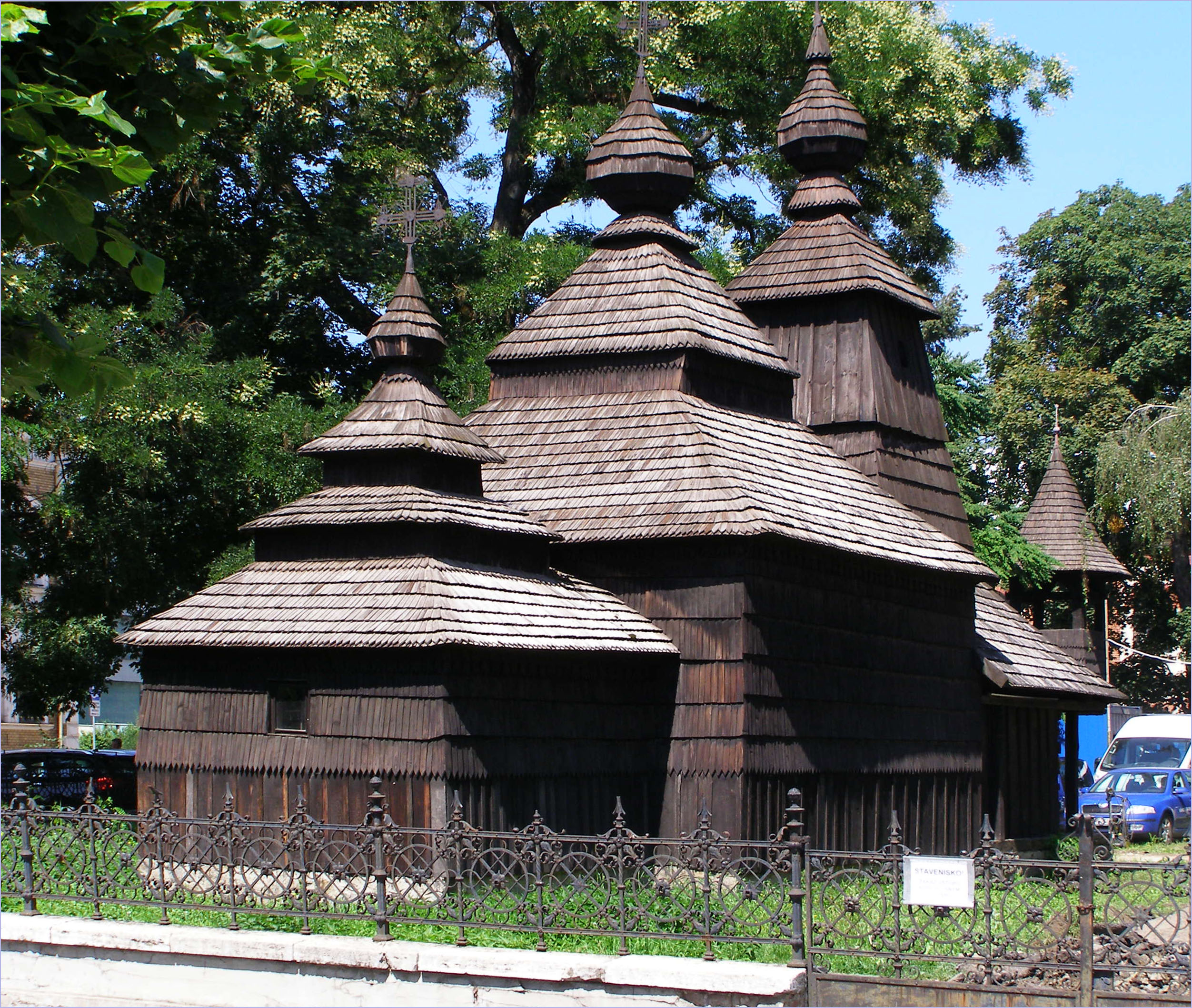
Houten kerkje van Kožuchovce.
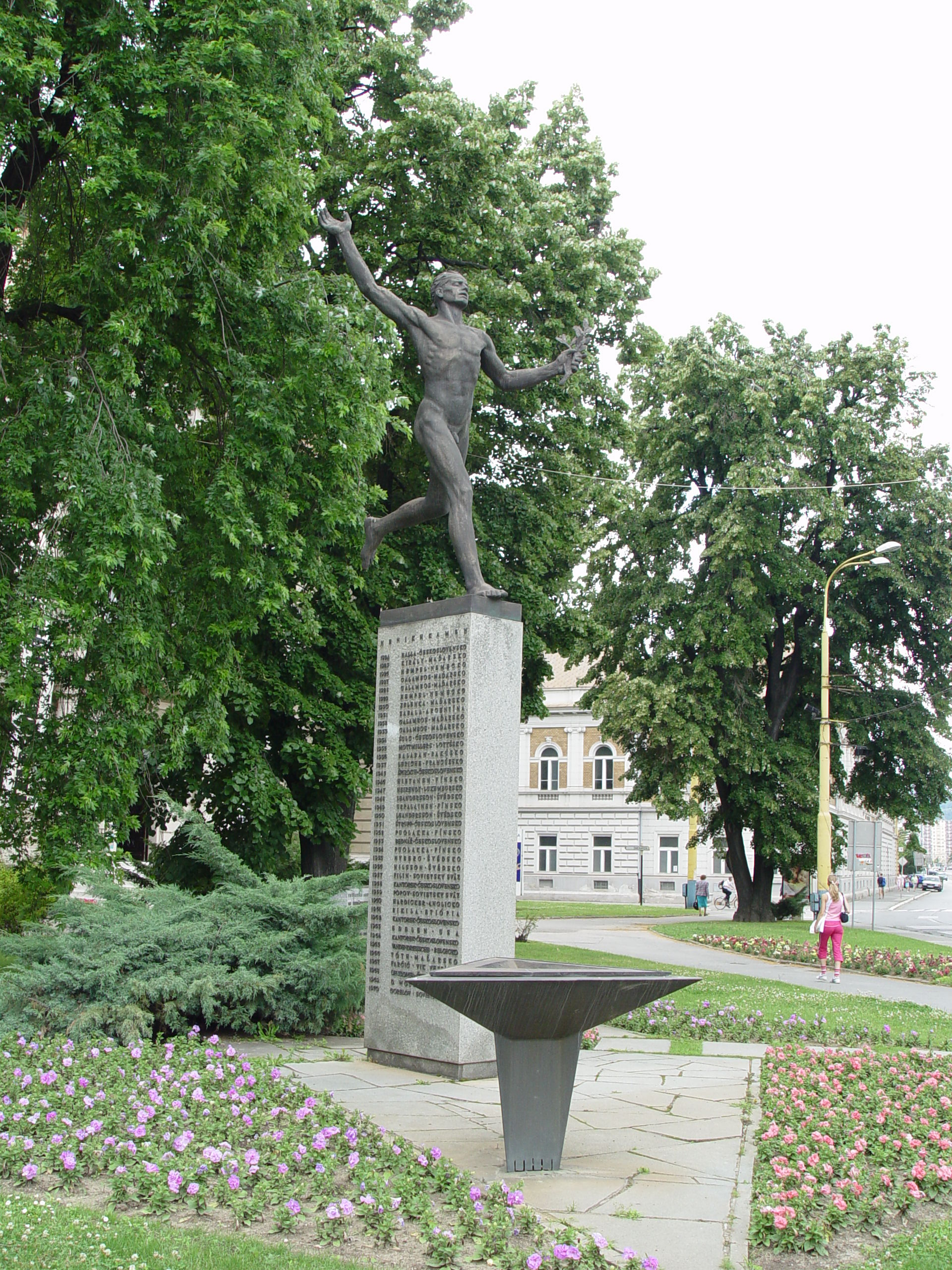
Standbeeld van de Vredesmarathon.
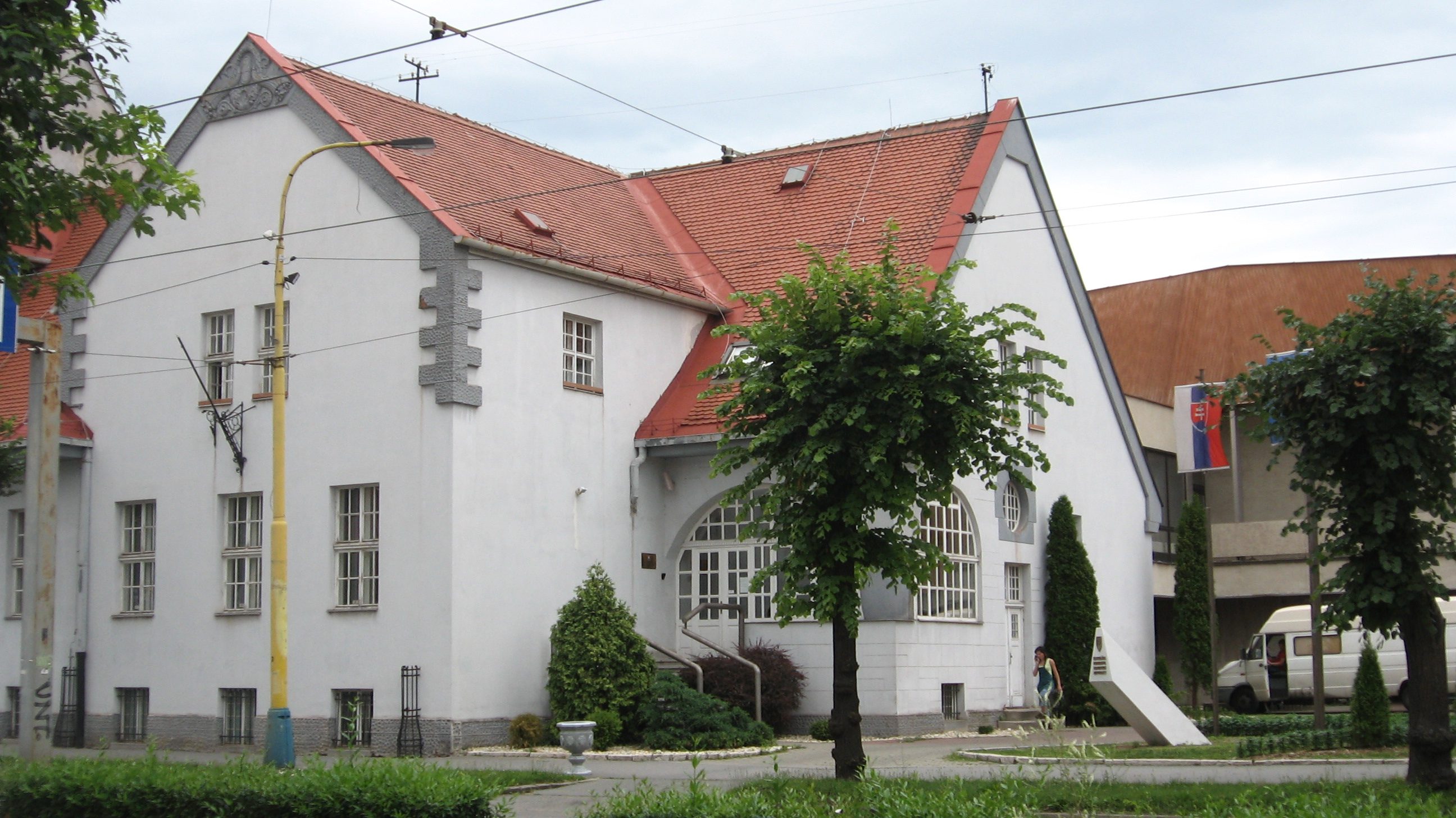
Presidentieel kantoor.
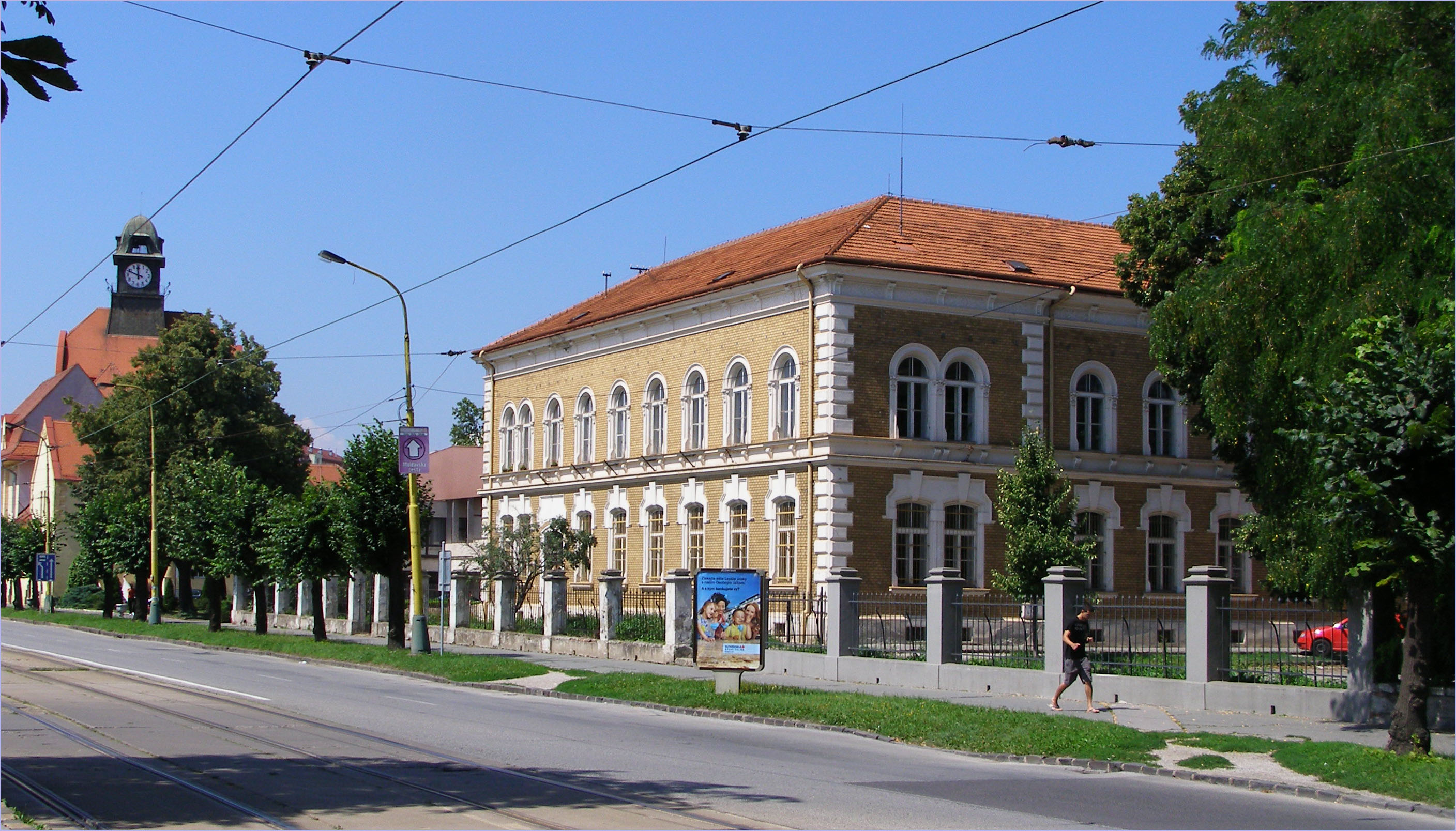
Straatzicht.
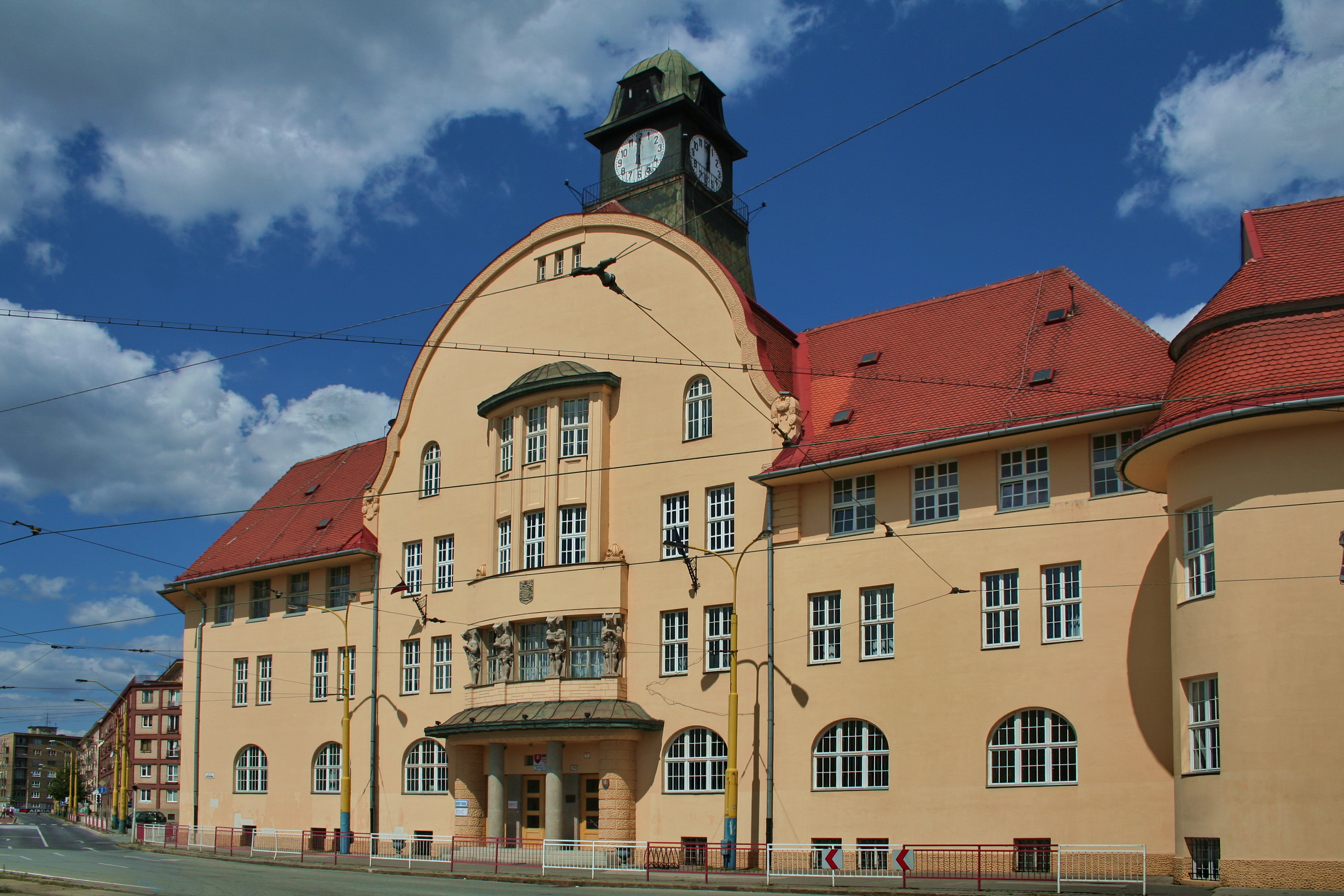
Gemeentehuis van het stadsdeel Staré Mesto.
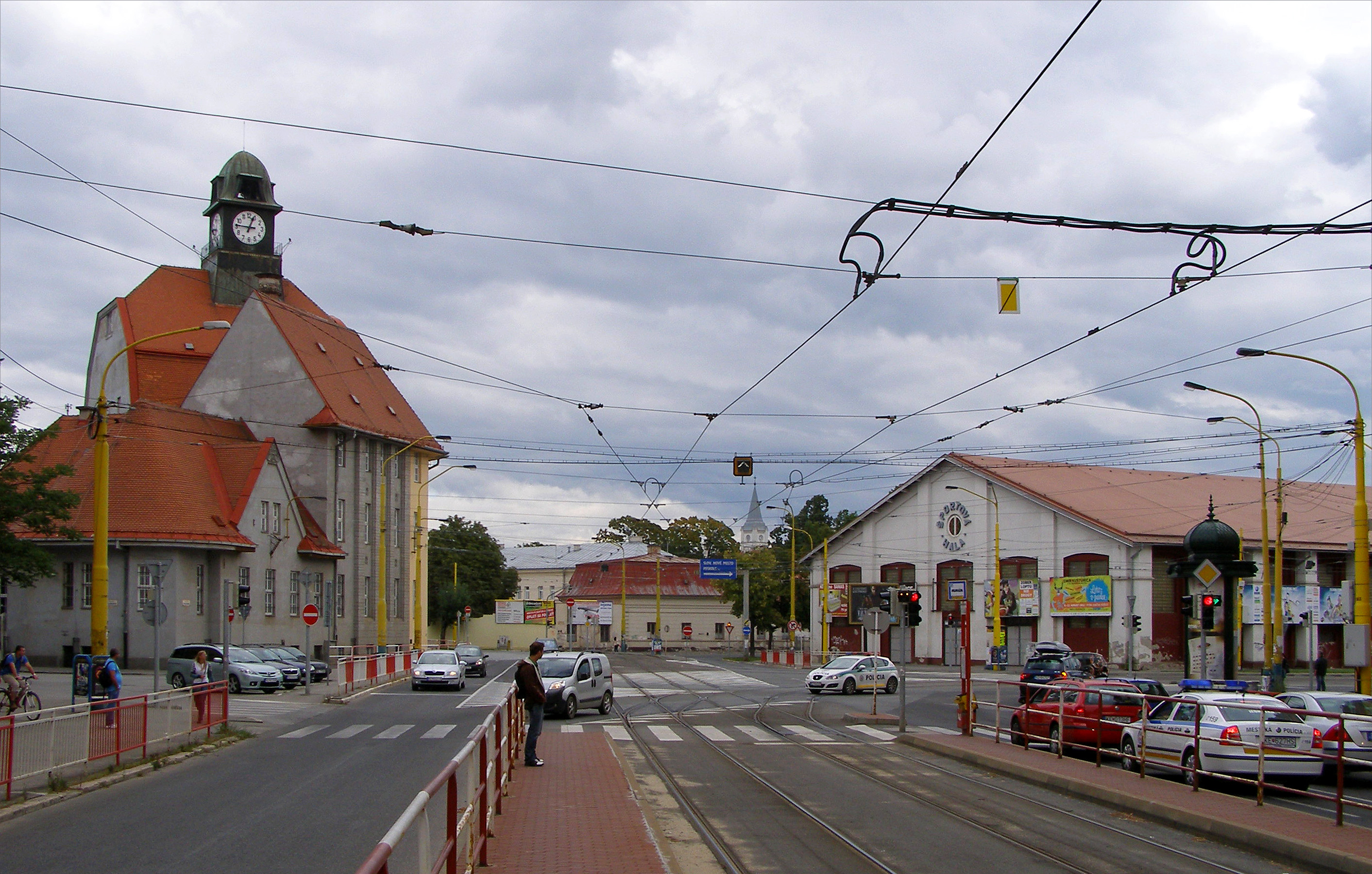
Tramhalte schuins tegenover het gemeentehuis.